# درخت شیپوری صورتی
درخت شیپوری صورتی (نام علمی: Tabebuia impetiginosa) نام یکی از گونه‌های تیرهٔ پیچ‌اناریان است. این گیاه بومی قاره آمریکا، از شمال مکزیک تا جنوب و شمال آرژانتین و همچنین در جنوب شرقی بولیوی است.
درخت شیپوری صورتی گل ملی کشور برزیل است.

## نگارخانه

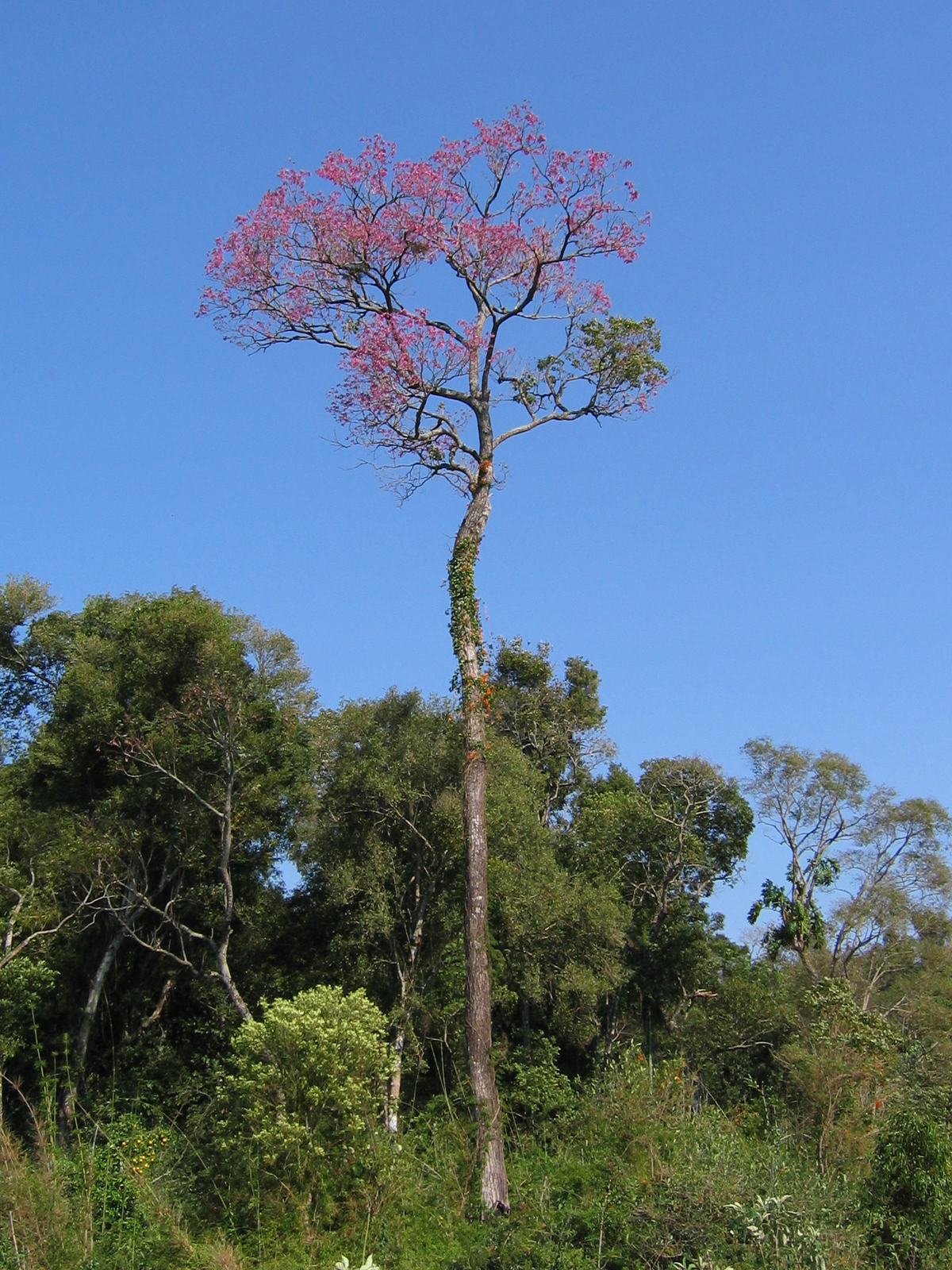
درخت خودرو
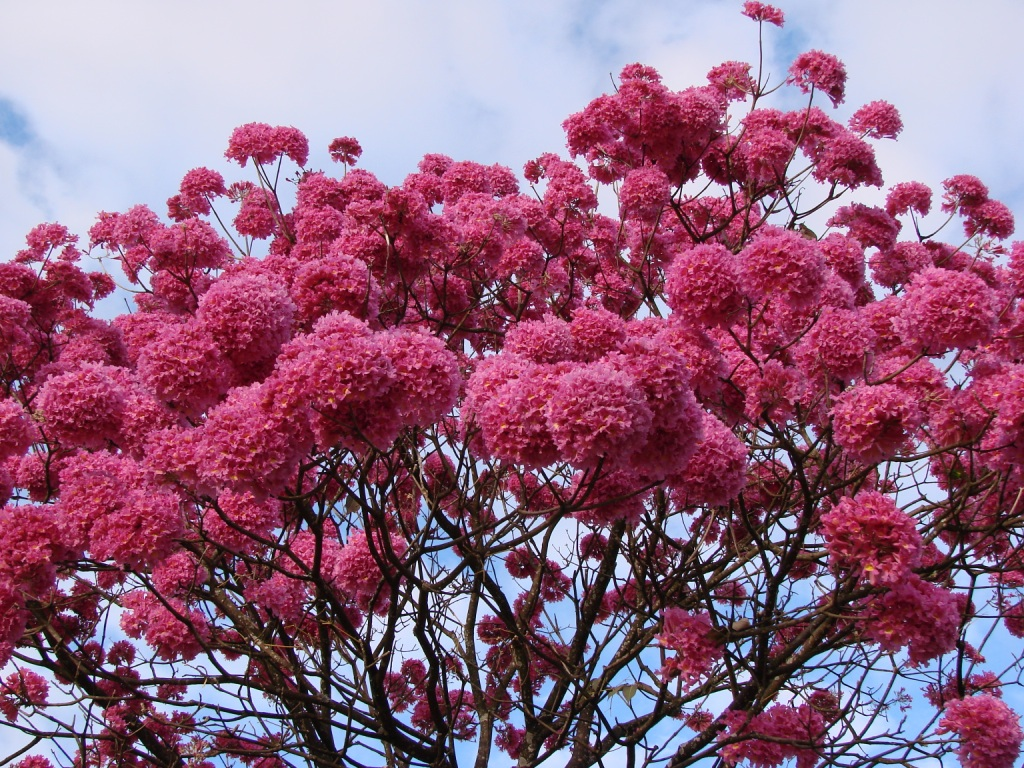
در برزیل
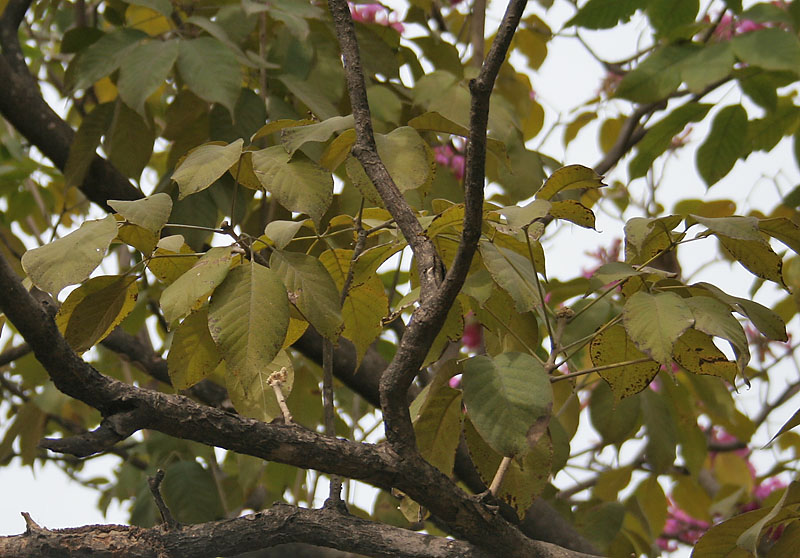
در حیدرآباد (هند)
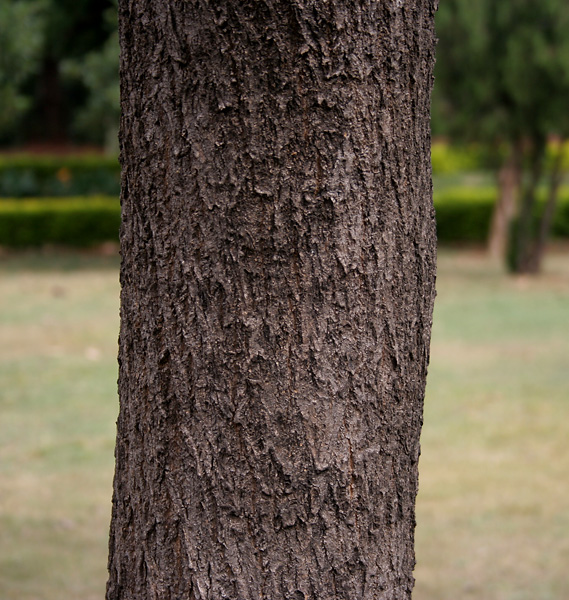
ساقه درخت